# Odontesthes piquava
Odontesthes piquava es una especie del género de peces Odontesthes, de la familia Atherinopsidae en el orden Atheriniformes. Habita en aguas del Cono Sur de América del Sur. Posee una carne sabrosa, por lo que es buscado por los pescadores deportivos, aunque es una especie pequeña, pues alcanza los 18,7 cm de largo total.

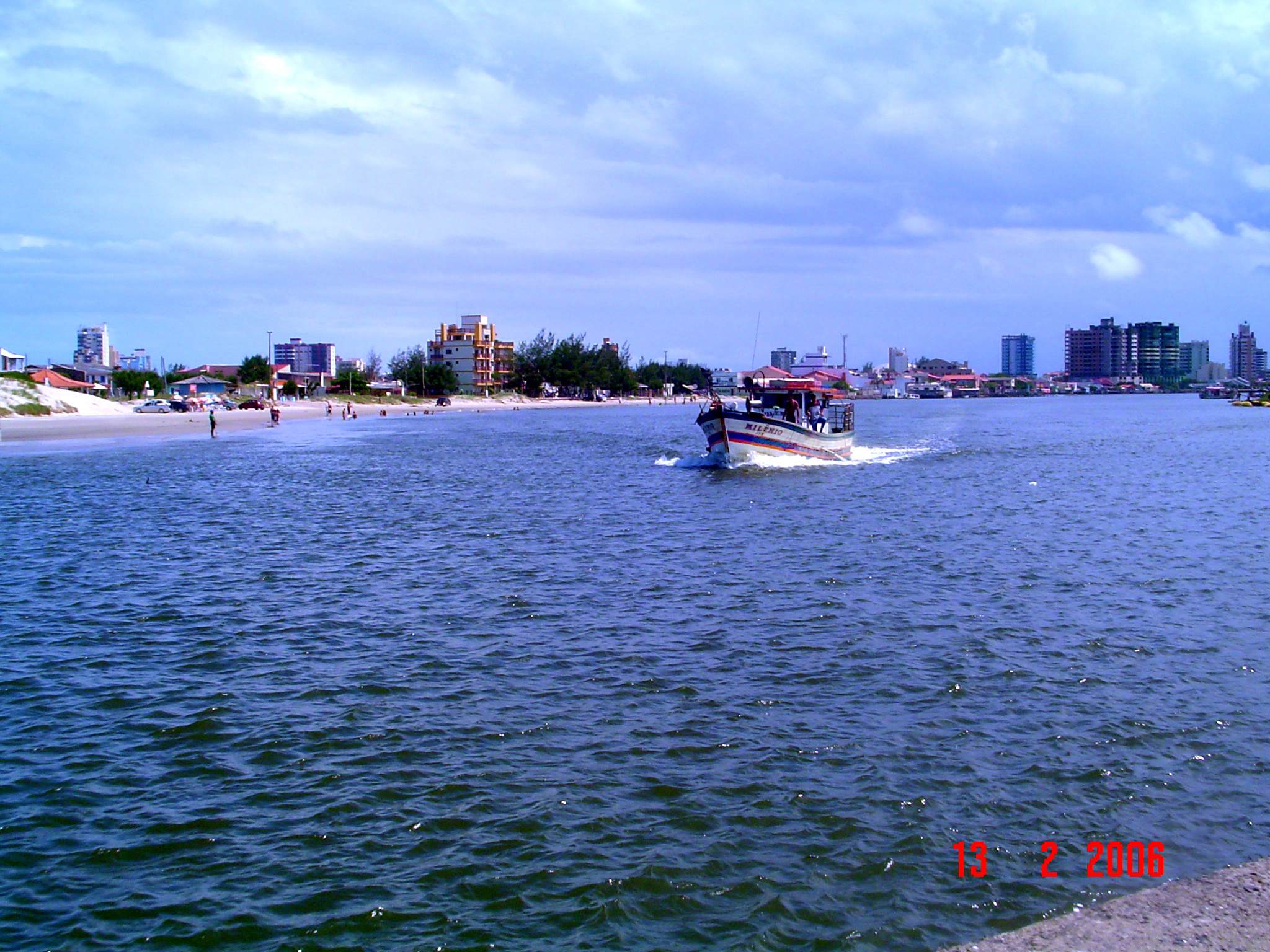
El río Tramandaí; el hábitat de esta especie.

## Distribución y hábitat
Odontesthes piquava habita en lagos, lagunas, y cursos fluviales de agua dulce templados a templado-cálidos, penetrando en tramos estuariales de ríos y albuferas de aguas salobres en el noreste del estado de Río Grande del Sur, en el sur del Brasil. Se distribuye en lagunas interconectadas con aguas salobres de la zona estuarina de la cuenca del río Tramandaí, desde la laguna de Armazem a través de la laguna del Rincón a las aguas hacia el sur, además de dos lagunas parcialmente aisladas al sur de la cuenca del río Tramandaí, es decir, la laguna de Cipó y la laguna de Solidao.

## Taxonomía
Esta especie fue descrita originalmente en el año 2002 por los ictiólogos Luiz Roberto Malabarba y Brian Spencer Dyer Hopwood. Su término específico piquava es una palabra compuesta que se forma al unir partes de los nombres de las lagunas «Pinguela», «Quadros» e «Itapeva», las que conforman el área central de la distribución de esta especie.